# Lotca
La lotca, en roumain : lotcă, est une embarcation traditionnelle en bois, à voiles et à rames ou à perche. Elle est spécifique des bouches du Danube et des côtes occidentales de la mer Noire, en Ukraine et en Roumanie.

## Historique et étymologie
Ce type de construction spécifique remonte à l’antiquité, mais la dénomination, du russe et de l’ukrainien лодка (« barque » en général) date du XVIIe siècle et s’est généralisée avec l’adoption par les Lipovènes (vieux-croyants parlant russe ou ukrainien) de cette embarcation auparavant connue sous le nom de χώρεια ou хѡϱѩ (horia : « arrondie » ou « reliée »).

## Description
Utilisée pour la pêche, le transport et le cabotage, la lotca est fabriquée et utilisée par les pêcheurs locaux, roumains ou lipovènes. Sa longueur va de 3 à 8 mètres. La coque est constituée de bordages à franc-bord (jadis de chêne), cloués (anciennement avec des clous en bois) sur les varangues et les membrures, et calfatées à l’étoupe et à la poix (que l’on utilisait aussi pour recouvrir la coque). Bien que la coque soit arrondie, fond et la quille sont relativement plats et le tirant d'eau faible, pour pouvoir passer sur les hauts-fonds et être facilement tirée au sec ou bien sur les glaces hivernales du Danube (elle disposait alors de patins amovibles pour la faire glisser).
Traditionnellement il n’y a pas de différence entre l’étrave et l’étambot qui sont symétriques ; il n’y a ni barre ni safran, mais un gouvernail latéral, parfois deux gouvernes bâbord-tribord. Symétriques, la proue et la poupe sont incurvées et relevées pour affronter les lames de la Mer Noire ou pour écarter, l’été, les cannes dans les roselières des bouches du Danube ou limans. Selon les lieux, la lotca se manœuvrait jadis à l’aide de longs avirons, d’une livarde amovible, de perches à pousser sur le fond.

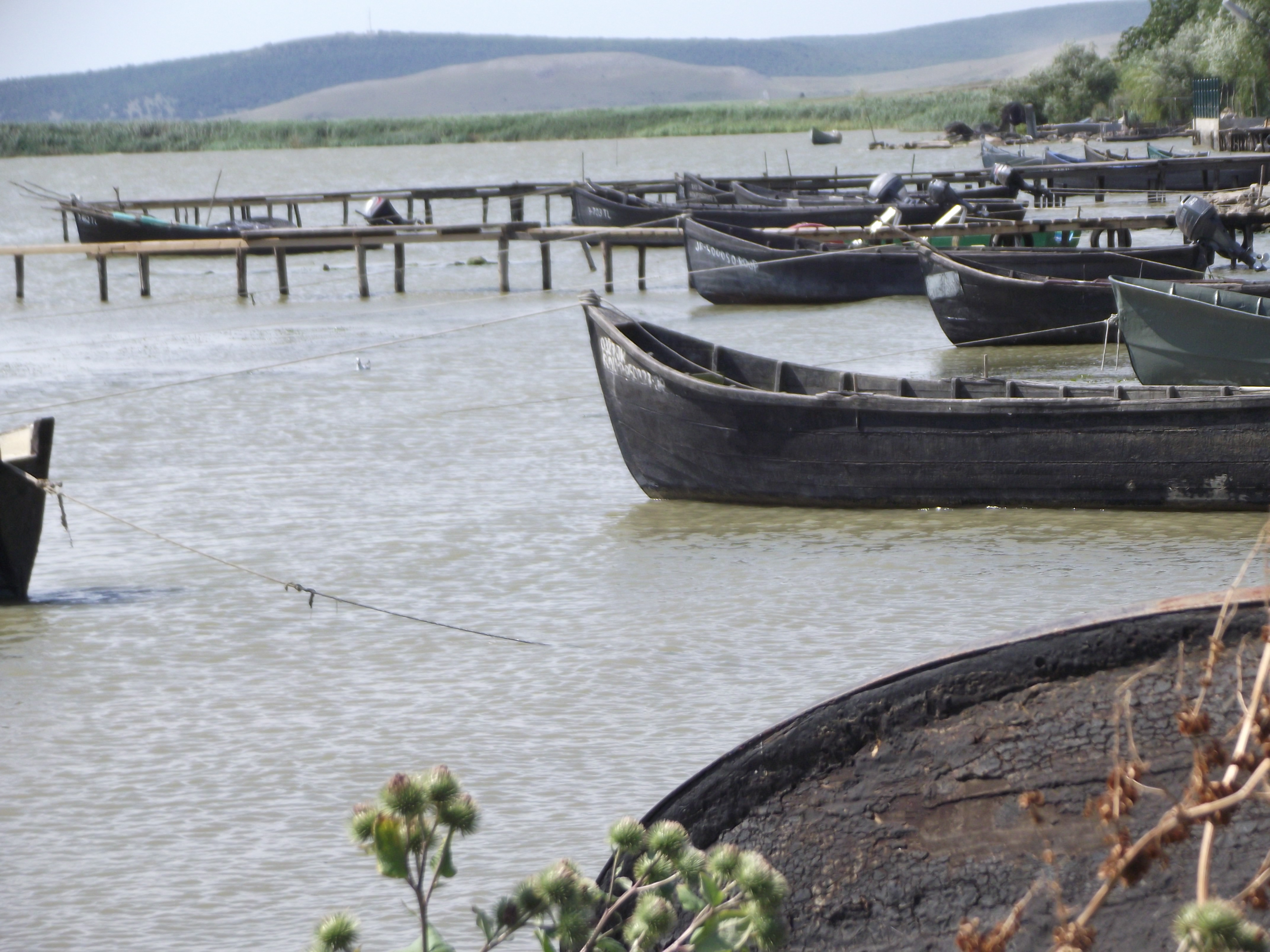
Lotcas au port de Sarichioi.
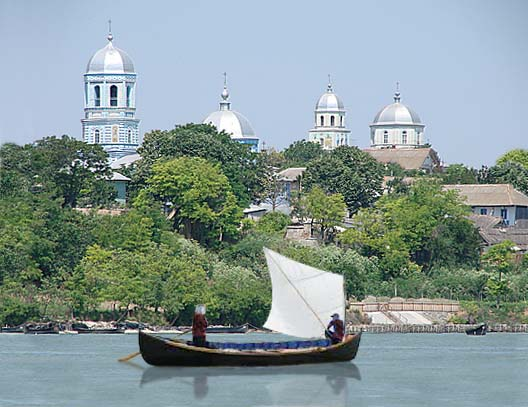
Une lotcă sous livarde devant Sarichioi en Roumanie.
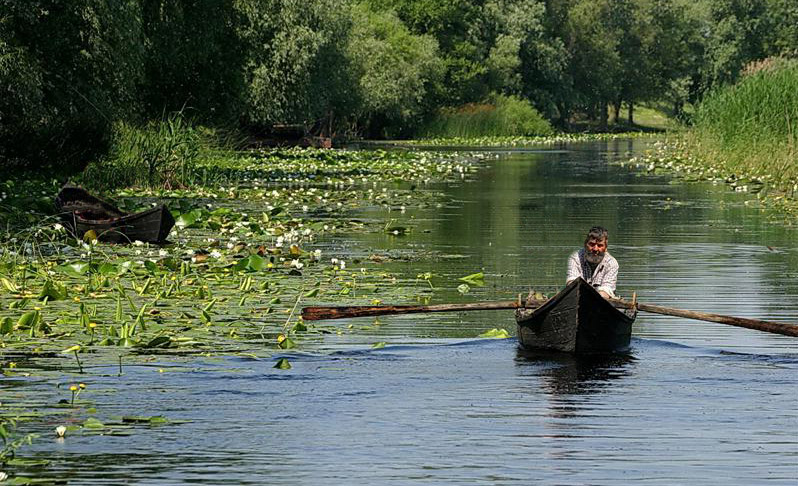
Rameur lipovène de Chilia Veche dans sa lotcă.
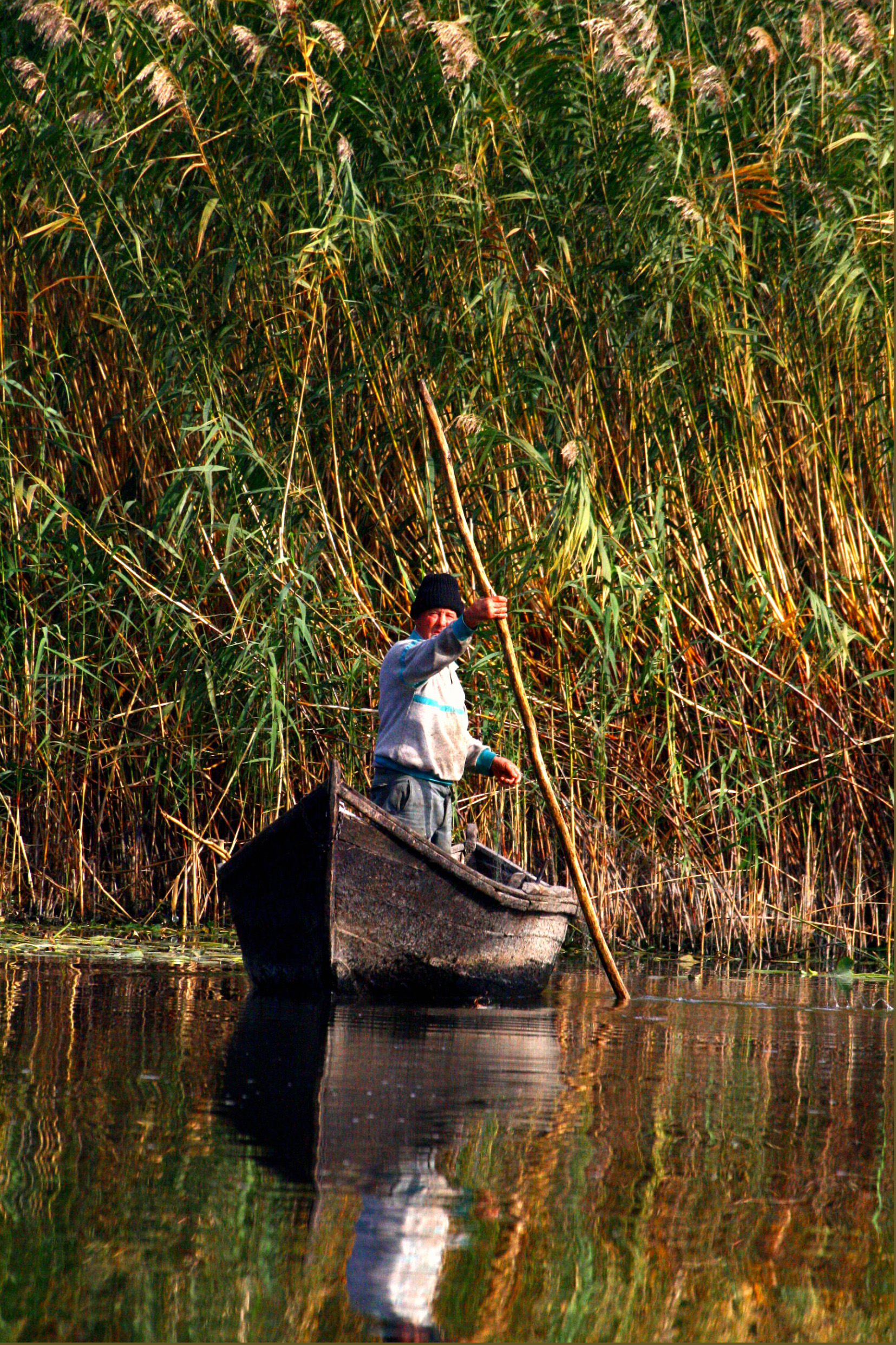
Lotca manœuvrée à la perche dans les roselières près de Tulcea.
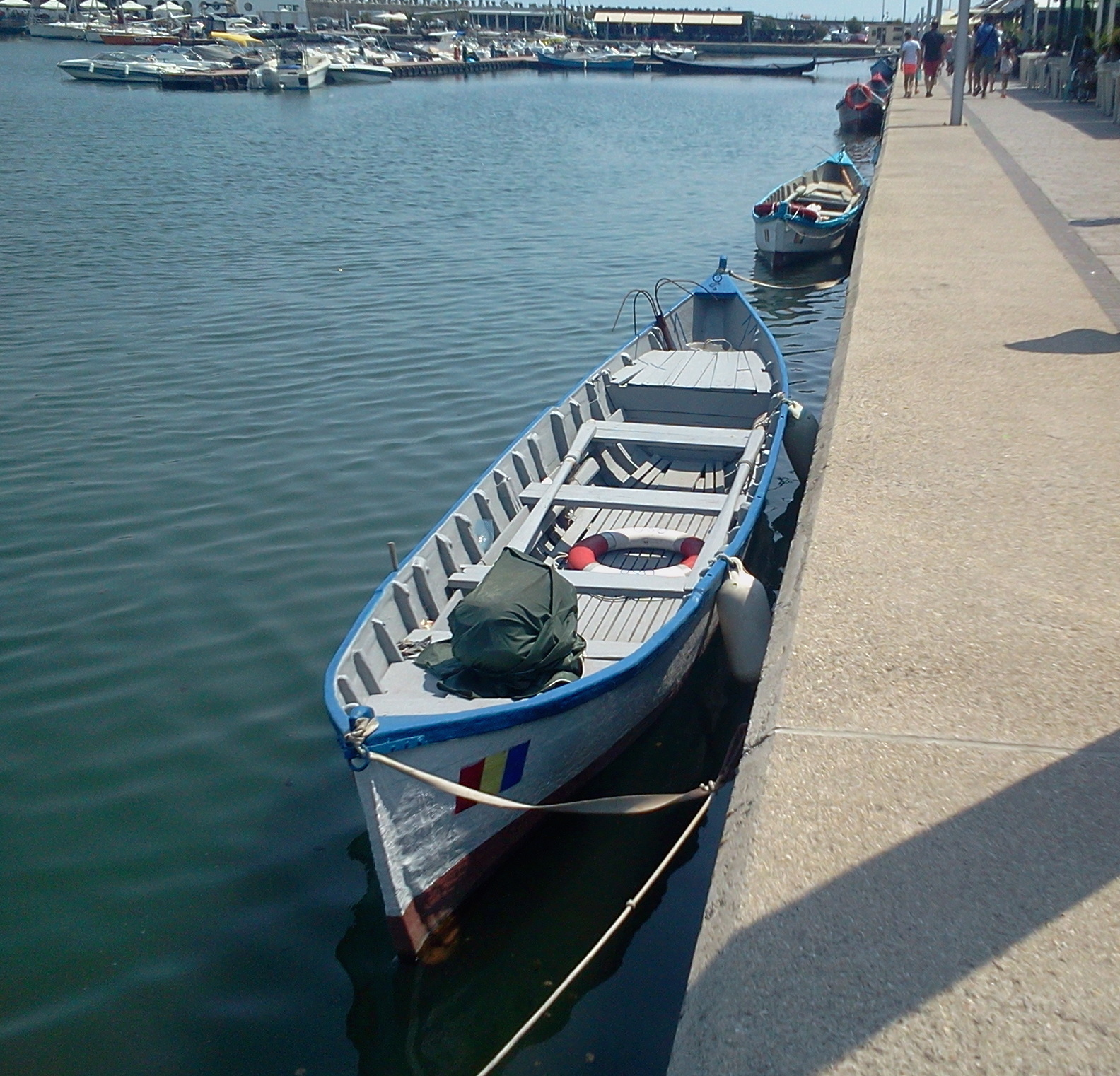
Lotca de pêche à moteur hors-bord placé inboard à Constanța.
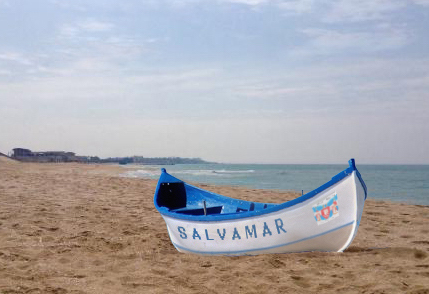
Lotca des sauveteurs en mer Salvamar  à Constanța.
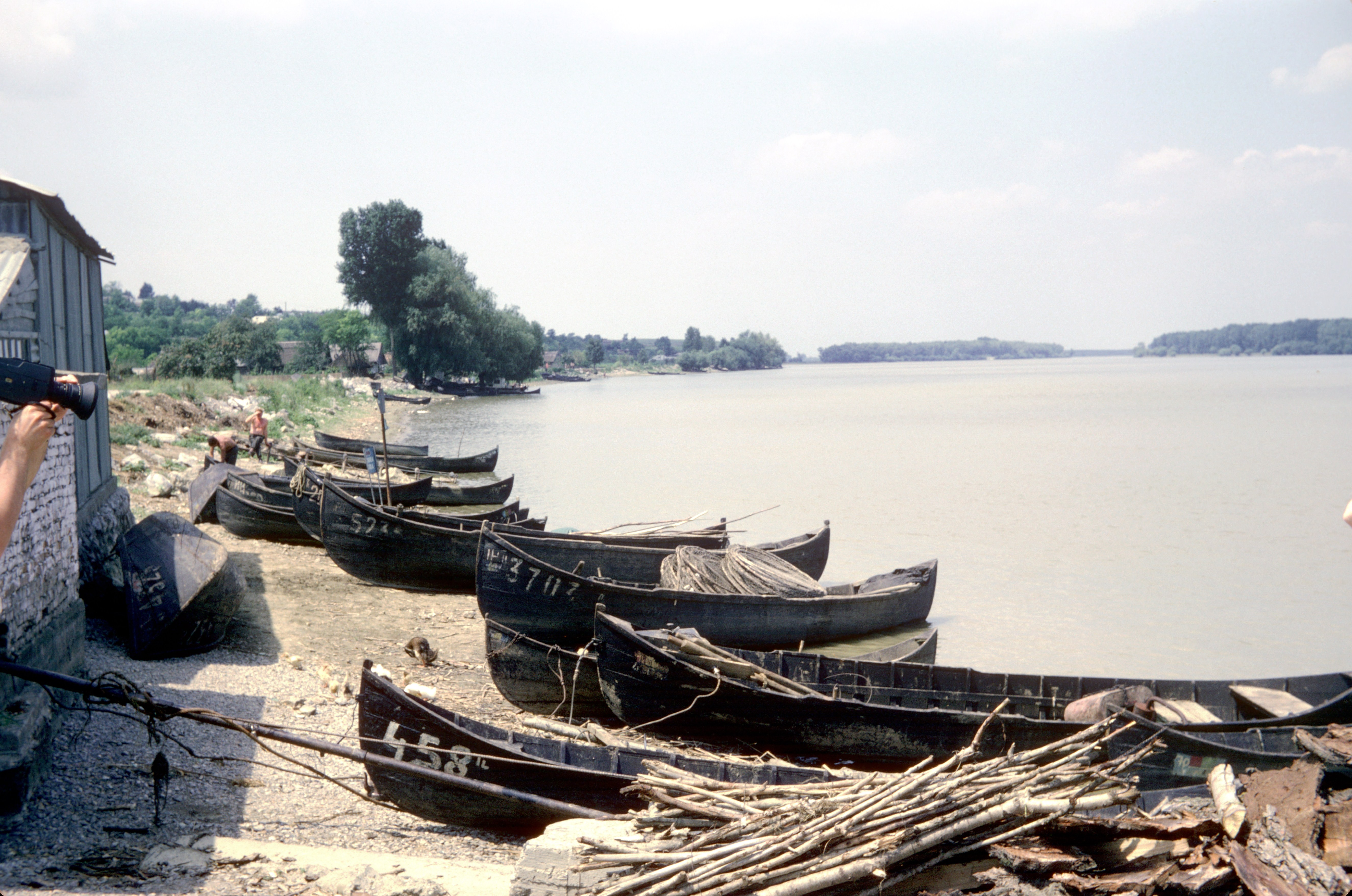
Lotcas sur le bras de Saint Georges.
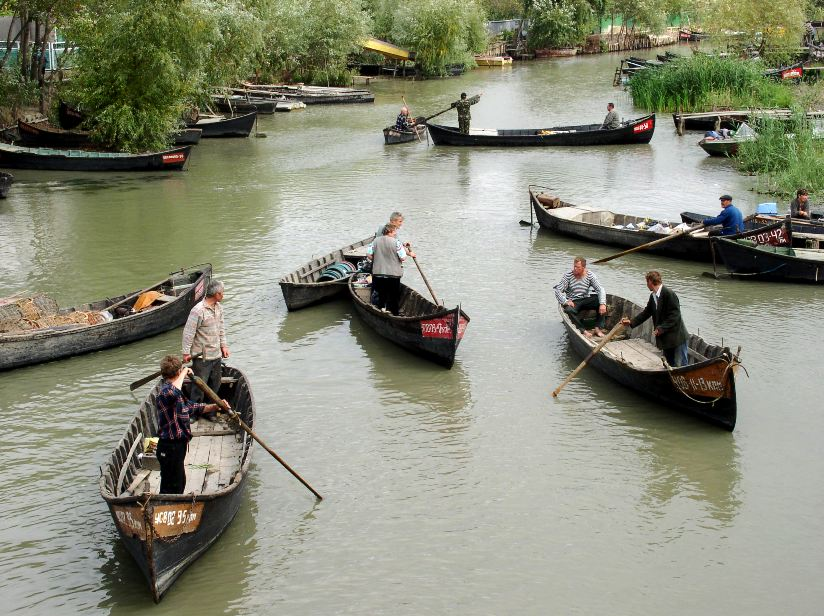
Lotcas aux heures de pointe à Vylkove en Ukraine.
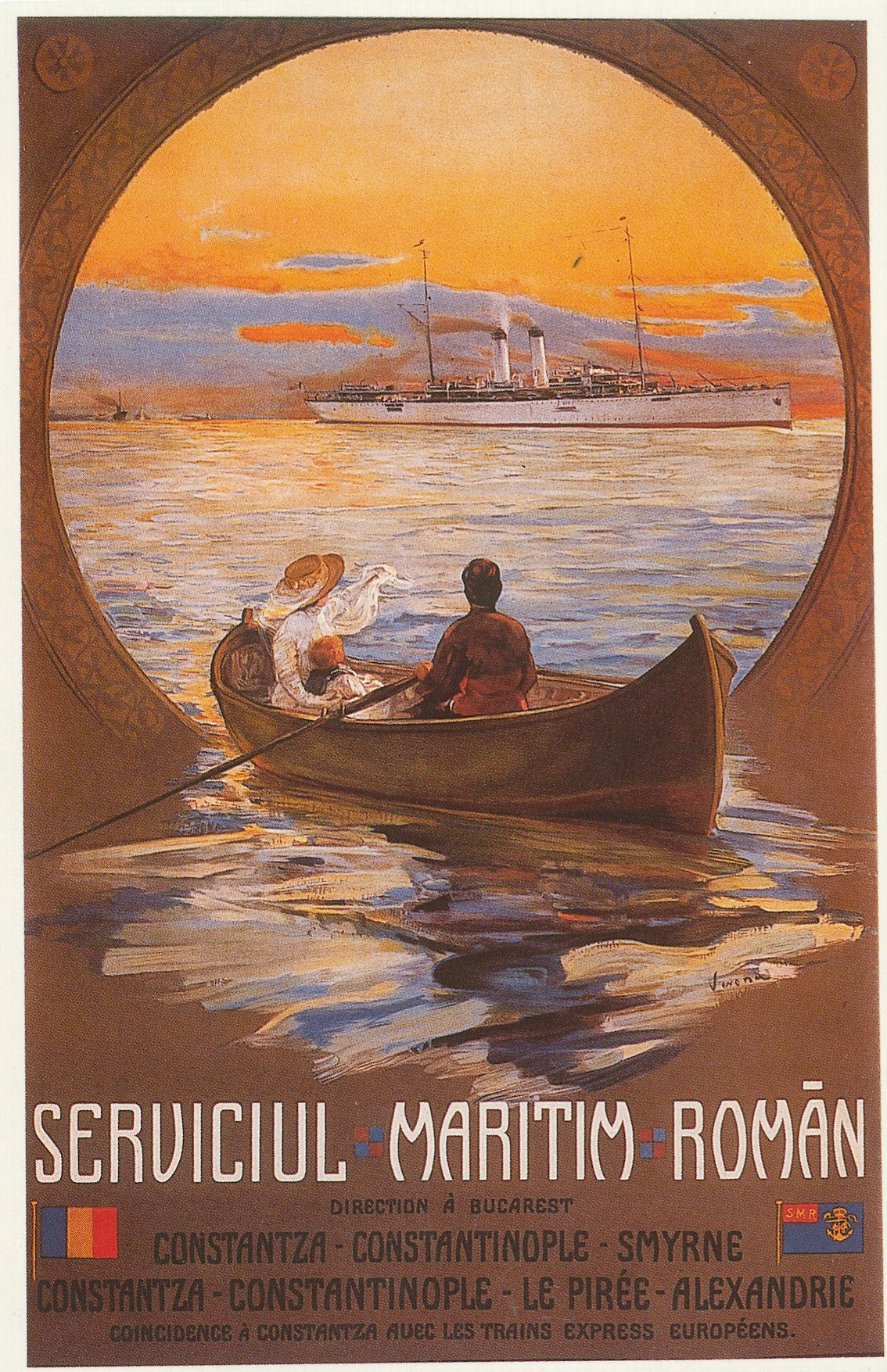
Une lotcă sur une affiche du Service maritime roumain de 1897, par le peintre Verona.
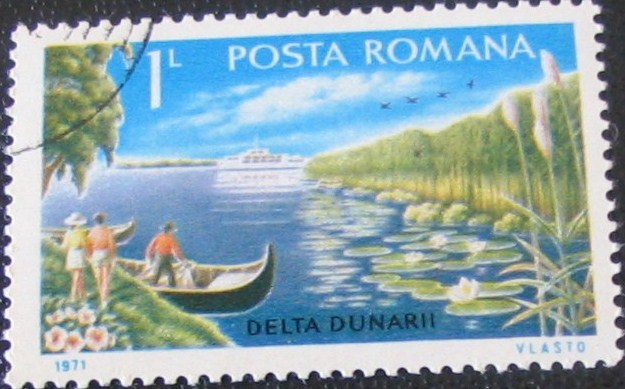
Lotcas figurant sur un timbre consacré au Delta du Danube.
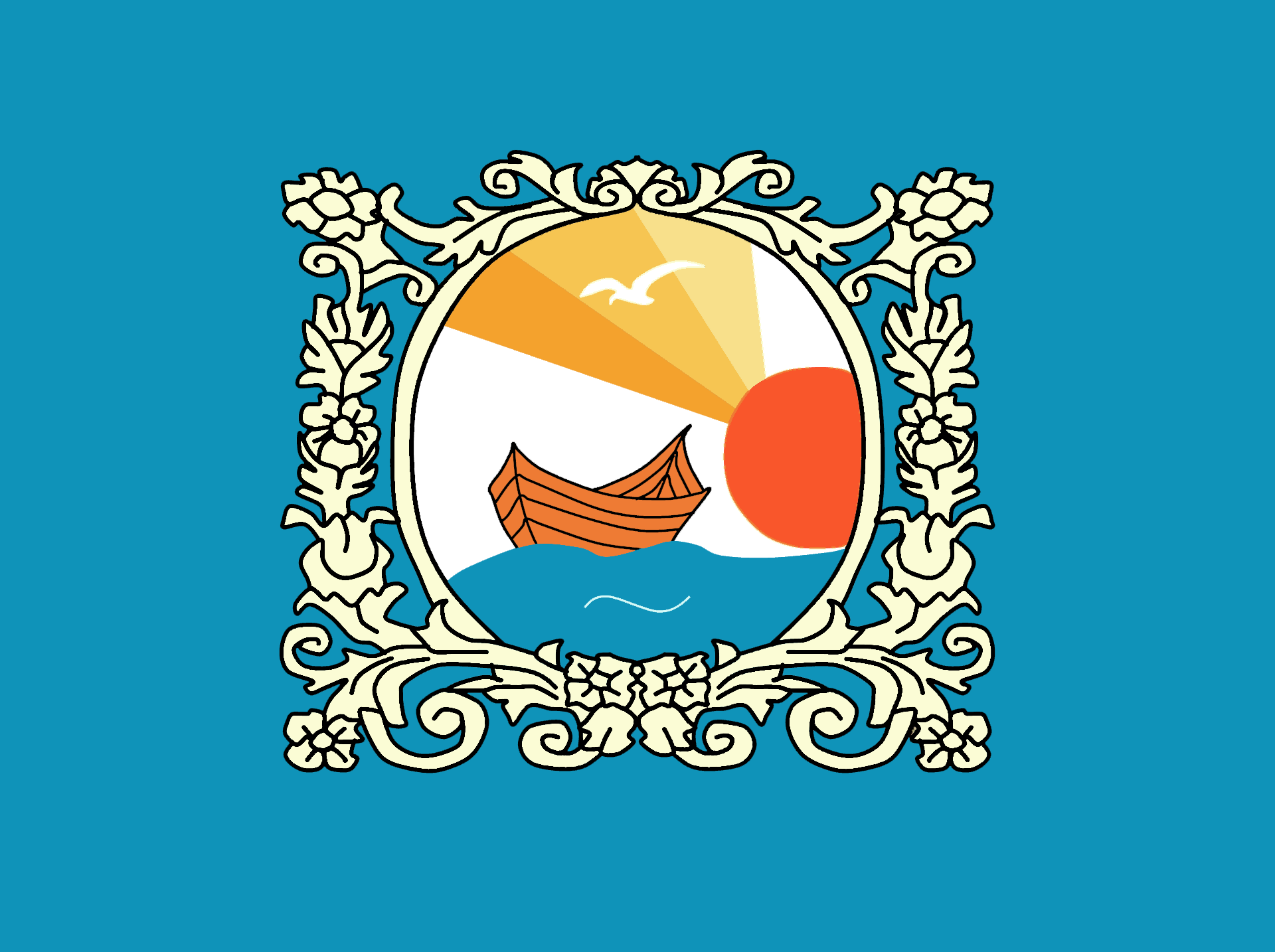
Lotca figurant sur un drapeau lipovène.

Ce type d’embarcation (et le savoir des charpentiers capables d’en construire) fait partie du patrimoine maritime de la région, mais laisse progressivement place aux embarcations métalliques ou plastiques, et de plus en plus de lotcas ont désormais une poupe coupée droit pour permettre l’installation d’un moteur hors-bord.
Toutefois, pour l’observation de la faune dans la réserve naturelle, la lotca traditionnelle, silencieuse et passant partout, reste le moyen le plus approprié.